# Recirculator (scufundare)
Recirculatoarele sunt aparate autonome de respirat sub apă care au fost concepute datorită necesității staționării sub apă un timp mai îndelungat și scăderea timpului de revenire la presiunea atmosferică.
Prelungirea timpului de imersie este realizat prin evitarea eliminării gazului expirat în mediul ambiant și reciclarea lui în aparat.
Recirculatoarele sunt caracterizate printr-o autonomie ridicată și printr-un randament al scufundării crescut și sunt concepute special atât pentru scufundări cu caracter sportiv, științific sau pentru explorare, dar și pentru operațiuni militare sau scufundare profesională cu alimentare de la suprafață.
Pentru efectuarea de scufundări la adâncimi mai mari, cu durate de imersie crescute și cu realizarea unor randamente ale scufundării ridicate, aerul ca amestec respirator natural este înlocuit cu amestecuri respiratorii sintetice cum ar fi amestecurile binare azot-oxigen (Nitrox) supraoxigenate sau heliu-oxigen (Heliox), sau amestecuri gazoase ternare heliu-azot-oxigen (Trimix), la care gazele neutre sunt azotul, heliul și respectiv amestecul heliu-azot. 

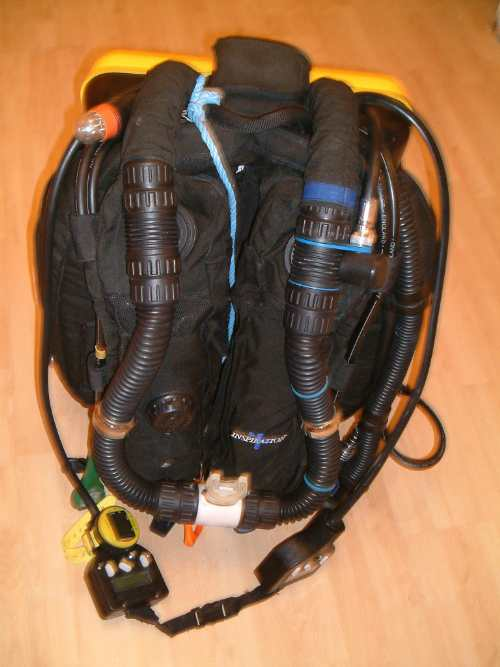
Aparatul cu circuit închis Inspiration.

## Scurt istoric
1878: Henry Fleuss readuce ideea unui aparat autonom de respirat în circuit închis și concepe un aparat care putea fi utilizat atât pe uscat în medii toxice cât și sub apă. Aparatul a fost construit în producție de serie la firma Siebe Gorman din Anglia.
1897: George Jaubert inventează substanța numită oxilită utilizată pentru reținerea bioxidului de carbon.
1899: Desgrez și Balthasard au inventat un aparat de respirat sub apă cu eliberare de oxigen pentru inspir și reținerea bioxidului de carbon din expir prin procese chimice.
1902: Dräger AG proiectează primul aparat de respirat pentru securitate minieră urmat în anii următori de aparate de respirat sub apă pentru scafandrii.
1911: Robert Davis manager la firma Siebe Gorman & Co.Ltd., concepe un aparat autonom de respirat sub apă în circuit închis bazat pe aparatul lui Fleuss. Aparatul care-i poartă numele, a fost fabricat și de alte firme specializate ca Dräger în Germania și Pirelli în Italia și utilizat în special pentru salvarea echipajelor de pe submarine.
1912: Apare primul raport Westfalia Maschinenfabrik asupra utilizării amestecurilor azot-oxigen (NITROX) în aparatele autonome de scufundare.
1912: Siebe și Gorman pun la punct aparatul autonom de scufundare cu butelie și recirculator.
1913: Dräger concepe echipamentul greu de scufundare fără cablu ombilical DM20, la care alimentarea era realizată de un aparat de respirat sub apă ce amestecă în mod automat azot și oxigen din două butelii cu aer comprimat și oxigen, furnizând scafandrului un amestec respirator azot-oxigen (Nitrox) cu 60% oxigen; aparatul avea o autonomie de 2 ore, la adâncimea maximă de 20 m
1917: firma Dräger produce aparatul autonom de respirat sub apă DM40, variantă perfecționată a DM20. Aparatul putea fi utilizat până la adâncimea maximă de 40 metri.
1925: U. S. Navy începe punerea la punct a tehnologiei de scufundare cu heliu.
1940: Lambertsen concepe un aparat cu oxigen în circuit închis „LARU”, utilizat în aplicații militare.
1941...1944: în timpul celui de-al doilea război mondial, scafandrii italieni folosesc aparate de respirat în circuit închis pentru a plasa încărcături explozive sub navele de război și comerciale germane. Scafandrii britanici folosesc aceeași tehnică pentru a scufunda nava Tirpitz.
1952: U. S. Navy pune la punct aparatul de respirat sub apă în circuit închis cu presiune constantă a oxigenului.
1960: U. S. Navy realizează aparatul autonom de respirat sub apă cu amestec respirator în circuit închis, echipat cu analizor de gaz portabil.
1965: U. S. Navy adoptă amestecurile respiratorii binare heliu-oxigen (Heliox) pentru aparatele autonome de scufundare.
prezent: firma Dräger introduce primul aparat cu circuit semiînchis Atlantis I destinat scufundărilor cu caracter civil, urmat apoi de aparatele Dräger Dolphin și Dräger Ray.
Sunt adoptate din scufundarea profesională și militară noi tehnologii cum ar fi recirculatoarele ce funcționează în circuit semi-închis și închis. Apar numeroase firme și producători particulari și aparate precum Halcyon, Phibian, Megalodon, Prism Topaz, CCR 2000, Inspiration, Azimuth, Mark 15, SM 1600 etc.

## Clasificare
După tipul circuitului realizat de amestecul gazos în aparat, recirculatoarele pot fi de mai multe tipuri: 
- cu circuit semiînchis
- cu circuit închis
- cu circuit mixt

Alte tipuri:
- cu superoxid de potasiu
- criogenic

Marea majoritate a aparatelor recirculatoare utilizate în scufundarea sportivă, profesională, sau cu caracter civil, sunt cele cu circuit semiînchis și închis cu amestec respirator. 
Recirculatoarele cu circuit închis cu oxigen precum și cele cu circuit mixt, sunt utilizate exclusiv de scafandrii militari cu excepția câtorva modele.

## Aparat cu circuit semiînchis

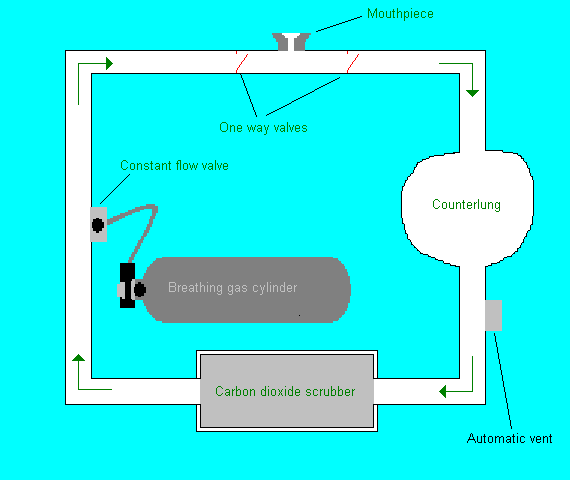
Schema de principiu a unui aparat autonom de respirat sub apă în circuit semiînchis

Aparatele de respirat sub apă cu circuit semiînchis sunt aparatele la care o parte din amestecul respirator expirat este evacuat în mediul acvatic exterior, cealaltă parte fiind reciclată și reintrodusă în circuitul de respirație după ce a fost trecută printr-un cartuș epurator unde a fost reținut bioxidul de carbon.
După tipul amestecului respirator folosit recirculatoarele cu circuit semiînchis pot fi:
- cu amestec prefabricat: buteliile sunt umplute cu oxigen și amestecul respirator prefabricat, în concentrația dorită
- cu amestec preparat local: buteliile de gaze sunt alcătuite din stocajul de oxigen și stocajul de gaz inert (gaz diluant al oxigenului); amestecarea celor două gaze, pentru obținerea amestecului respirator dorit, se realizează în interiorul aparatului, alimentarea circuitului de respirație cu acest amestec efectuânduse prin intermediul unui dispozitiv de dozare complex, de construcție specială.

Aparatele de respirat în circuit semiînchis sunt caracterizate printr-o autonomie ridicată și printr-un randament al scufundării crescut și sunt concepute special atât pentru scufundări cu caracter sportiv cât și științific pentru explorarea peșterilor inundate sau pentru activități de scufundare profesională cu alimentare de la suprafață.
Aceste aparate sunt alcătuite din următoarele elemente componente: 
- butelii de stocaj cu amestecuri binare azot–oxigen (NITROX) sau heliu–oxigen (Heliox), sau cu amestecuri ternare TRIMIX, (He–N2–O2 sau Ne–N2–O2),
- regulator de presiune treapta I,
- sac respirator (plămân fals)
- cartuș epurator
- supapă de evacuare
- sistem de livrare automată a debitului de amestec respirator către consumator.
- manometre de control

Adâncimea maximă de scufundare cu astfel de aparate este de 54 m în cazul utilizării amestecurilor NITROX și peste 54 m în cazul utilizării amestecurilor HELIOX sau TRIMIX.
Printre cele mai populare aparate de respirat cu circuit semiînchis pot fi enumerate aparatele Atlantis I, Dolphin I și Halcyon.

### Aparatul cu circuit semiînchis Atlantis I
Aparatul de respirat sub apă autonom, cu circuit semiînchis Atlantis I fabricat de firma Dräger AG, este primul aparat recirculator autonom de respirat sub apă destinat scufundărilor cu caracter sportiv

### Aparatul cu circuit semiînchis Halcyon RB 80
Aparatul de respirat sub apă, cu circuit semiînchis, utilizând amestec respirator prefabricat,  Halcyon RB 80 este un aparat utilizat pentru scufundări civile.
Aparatul este utilizat în special de către scafandri care efectuează scufundări în peșteri, scufundări la epave, scufundări civile la mare adâncime și scufundări cu caracter științific.
Sacul respirator este fixat la spatele scafandrului. 
Spre deosebire de alte tipuri de aparate în circuit semiînchis (Atlantis I, Dolphin I), aparatul Halcyon RB 80 alimentează scafandrul cu amestec respirator conform cerințelor metabolice ale scafandrului, printr-o injecție la debit masic constant. În acest mod, cantitatea de amestec respirator este utilizată mai eficient (de circa opt ori mai eficient decât în cazul unui aparat cu circuit deschis).
Aparatul se caracterizează printr-o autonomie de peste 100 min. la adâncimea de 90 m. Aparatul utilizează un singur amestec respirator, stocat în două butelii.
Aparatul Halcyon RB 80 poate fi utilizat și în circuit deschis în caz de urgență, scafandrul
respirând direct amestecul respirator din același detentor.

## Aparat cu circuit închis

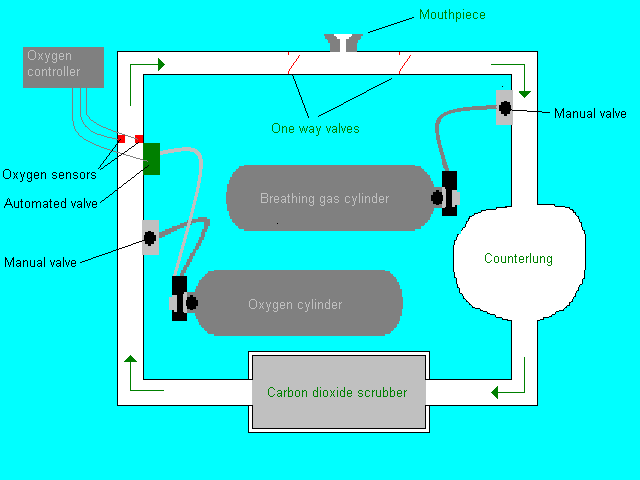
Schema de principiu a unui aparat autonom de respirat cu circuit închis

Aparatele autonome de respirat sub apă cu circuit închis, sunt aparatele, la care întregul amestec respirator rezultat prin expirație este recirculat, bioxidul de carbon fiind reținut în cartușul epurator (absorberul de CO2) al aparatului, cealaltă parte fiind recirculată. Oxigenul sau amestecul respirator poate fi livrat scafandrului fie continuu, fie la cerere.
Autonomia acestor aparate este foarte ridicată.
Aparatele de respirat sub apă cu circuit închis pot fi de două tipuri: 
- cu oxigen
- cu amestec respirator.

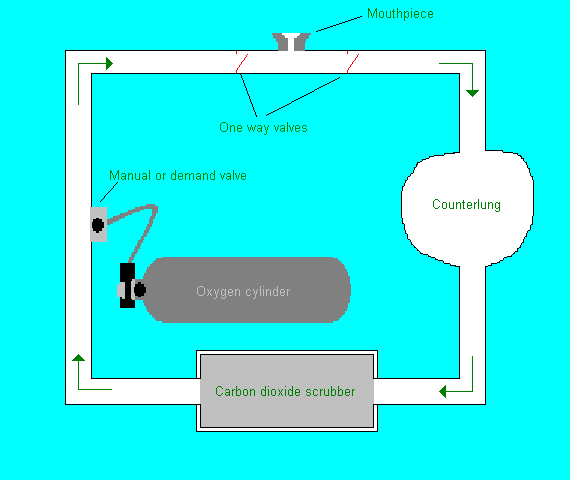
Circuit închis cu oxigen

Aparatele de respirat cu oxigen sunt destinate numai scafandrilor militari (scafandrii de luptă, scafandrii deminori). Din punct de vedere al circuitului respirator, acestea se împart în două categorii:
- în sistem pendular
- în sistem circular.

Aparatele recirculatoare cu circuit închis sunt alcătuite din următoarele elemente principale:
- butelia de stocaj cu oxigen sau cu amestec gazos respirator,
- cartuș epurator
- reductor de presiune treapta I, care reduce presiunea oxigenului sau amestecului respirator de la presiunea înaltă din butelie la o presiune medie
- sac respirator funcționând ca un reductor treapta a II-a ce permite reducerea presiunii de la valoarea medie la o valoare corespunzătoare adâncimii de imersie.
- manometre de control.

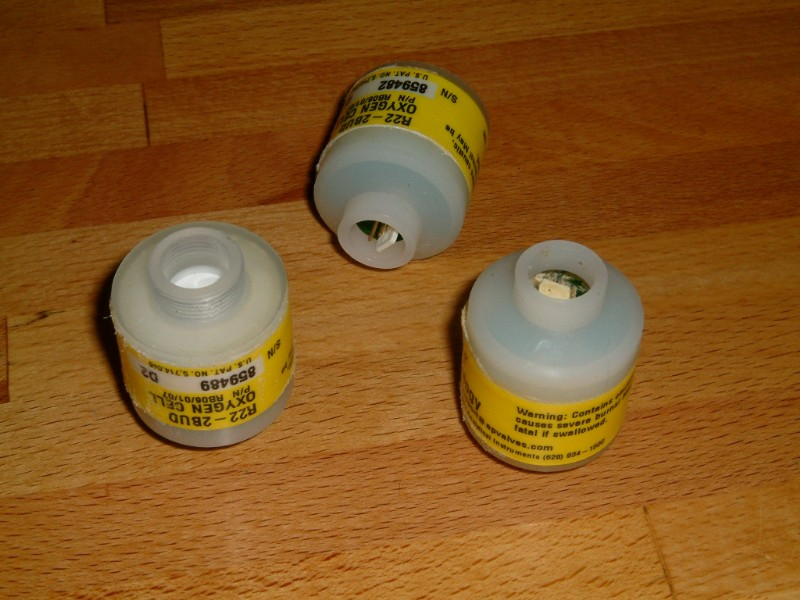
Electrovalve pentru controlul PPO_{2}

Aparatele cu circuit închis cu amestecuri respiratorii sunt mai complexe, necesitând o analiză continuă a concentrației oxigenului din amestecuri și controlul sistemului de monitorizare a presiunii parțiale a acestuia (PPO2). Oxigenul consumat de către scafandru, sistemul de monitorizare a presiunii parțiale a oxigenului din amestecul de respirat, compară această valoare cu o valoare de referință și injectează în circuit oxigen pur printr-o electrovalvă (senzor electrochimic), până când presiunea parțială a oxigenului este readusă la valoarea normală. În acest fel, singurul gaz adăugat în sistem, la aceeași adâncime, este oxigenul necesar arderilor metabolice. La schimbarea adâncimii de lucru, în sistem se introduce și gazul inert sau diluant.

Gazul inert este folosit pentru presurizarea sistemului pe timpul imersiei și ca
diluant al oxigenului în amestecul respirator.
Amestecul respirator, poate fi realizat prin amestecare locală, în interiorul aparatului, sau poate fi prefabricat și corectat prin injecție controlată de oxigen.
Aparatele de respirat sub apă cu circuit închis pot funcționa în trei moduri:
- modul automat- este modul normal de funcționare
- modul manual- constă în folosirea unui by-pass pentru admisia oxigenului sau a gazului inert necesar în caz de funcționare defectuoasă a sistemului de injecție a oxigenului
- modul de avarie- care este un mod de funcționare cu circuit deschis folosit în eventualitatea defectării sistemului de alimentare cu oxigen sau cu gaz inert.

Pentru scufundări cu caracter sportiv, unele din cele mai cunoscute recirculatoare în circuit închis sunt aparatele: Prism Topaz, Inspiration (Evolution, Vision), KISS (Clasic, Sport), Megalodon, MK 6 Discovery, Optima, Ouroboros, Sentinel, rEvo.

### Aparatul cu circuit închis Prism Topaz
Aparatul de respirat sub apă cu circuit închis Prism Topaz[nefuncțională]
, este un aparat fabricat de firma americană Steam Machines. Acest aparat este destinat activităților de scufundare cu caracter civil.
Aparatul este utilizat în special de către scafandri care efectuează scufundări în peșteri sau la epave, însoțite de activități de fotografiere și filmare.
Față de celelalte tipuri de aparate cu circuit semiînchis (Atlantis I, Dolphin, Halcyon), acesta prezintă avantajul că poate fi utilizat în toate cele trei modalități: în circuit închis, în circuit semiînchis și în circuit deschis.
Atât în cazul funcționării în circuit închis, cât și în cazul funcționării în circuit semiînchis, concentrația de oxigen este menținută la o valoare constantă.
La funcționarea în circuit semiînchis, aparatul utilizează injectarea unui debit masic
constant în circuitul respirator.
Funcționarea în circuit deschis, poate fi utilizată în caz de urgență, scafandrul respirând direct amestecul respirator din același detentor, prin comutare manuală.
Date tehnice
- Sacul respirator este plasat pe pieptul scafandrului;
- Durata de utilizare a unei încărcături cu calce sodată: 6,5 ore pentru 1,7 kg;
- Adâcimea nominală: 45 m;
- Adâncimea maximă: 150 m.

### Aparatul cu circuit închisMK10 MOD 4
Aparatul american de respirat sub apă tip MK10 MOD 4 este un aparat autonom care se utilizează în scufundări din turela de scufundare până la adâncimea maximă de 450 m, are o autonomie de circa 4 ore și următoarele funcții principale: 
- menține presiunea parțială a oxigenului din amestecul respirator în limitele prescrise
- reține bioxidul de carbon din amestecul respirator
- menține amestecul respirator din aparat la presiunea hidrostatică corespunzătoare adâncimii la care se află scafandrul.

Aparatul MK 10 MOD 4 folosește oxigen pur stocat într-o butelie cu o capacitate de 532 l și gaz diluant (aer, amestec gazos sintetic sau gaz inert pur) stocat într-o butelie de 432 l .
Scafandrul expiră în epuratorul de bioxid de carbon, gazul expirat trece printr-un filtru cu silicagel pentru reținerea umidității, apoi trece prin filtrul de epurare cu absorbant, pentru reținerea bioxidului de carbon, apoi trece din nou printr-un filtru cu silicagel pentru a se elimina umiditatea generată de reacția chimică a absorbantului.
Filtrele sunt montate într-un cartuș din material inoxidabil. La partea superioară a cartușului filtrant sunt montați trei senzori electrochimici pentru presiunea parțială a oxigenului. Doi dintre acești senzori sunt conectați la un modul electronic care, la fiecare două secunde compară semnalele primite cu nivelul prestabilit.
Aparatul funcționează pentru două niveluri de presiune parțială a oxigenului, care pot fi alese de scafandru. Nivelul inferior este pentru scufundare obișnuită, iar nivelul superior este folosit pentru accelerarea decompresiei. Al treilea senzor de oxigen transmite informații scafandrului asupra presiunii parțiale a oxigenului pe un display prins la mână. Modulul electronic este alimentat de 20 de baterii cadmiu-nichel reîncărcabile pentru maximum 250 de cicluri operaționale.
Modelul MK 10 MOD 4 conține patru rezistoare variabile folosite pentru calibrări, o pereche pentru calibrarea primilor doi senzori, iar cealaltă pentru calibrarea presiunilor parțiale ale oxigenului. 
Gama disponibilă pentru nivelul inferior al presiunii parțiale a oxigenului este 0,2...1,0 bar (sc.abs.), iar pentru nivelul superior este de 0,95...1,25 bar (sc.abs.).
Gazul inert trece printr-un distribuitor spre sacul respirator. În circuit se află un detentor treapta a II-a care alimentează în sistemul la cerere circuitul cu gaz inert.
| Recirculator | Lucru mecanic respirator (j/l) | Durata canistrei (min) | Eficiența absorbantului (%) | Preț ($) |
| ------------ | ------------------------------ | ---------------------- | --------------------------- | -------- |
| Evolution    | 2,99                           | 70                     | 38                          | 8850     |
| Inspiration  | 3,41                           | 110                    | 50                          | 8850     |
| KISS Clasic  | 3,44                           | 157                    | 68                          | 5600     |
| KISS Sport   | 5,20                           | 65                     | 30                          | 4450     |
| Megalodon    | 2,76                           | 110                    | 50                          | 8875     |
| Optima       | 4,00                           | 60                     | 36                          | 7000     |
| Ouroboros    | 1,60                           | 154                    | 65                          | 13400    |
| rEvo         | 3,97                           | 142                    | 66                          | 6140     |
| Sentinel     | 2,40                           | 185                    | 94                          | 4500     |

## Aparat cu circuit mixt
Aparatele autonome de respirat sub apă cu circuit mixt, sunt aparatele care funcționează în circuit închis cu oxigen până la adâncimea de 6,5 m (adâncimi de 15...20 m de scurtă durată) și în circuit deschis sau semiînchis, cu amestec respirator, peste aceste adâncimi, până la adâncimea de 54 m pentru NITROX.
Aceste aparate au în componență elementele caracteristice ale aparatelor cu circuit deschis,
semiînchis, sau închis combinând avantajele acestor aparate.
Scopul principal al utilizării unor astfel de aparate îl reprezintă obținerea unui randament al scufundării foarte ridicat prin reducerea la maxim a timpului de decompresie, ceeace se realizează prin respirarea de oxigen pur la palierele de decompresie.
Un astfel de aparat cu circuit mixt este aparatul LAR VII Combi fabricat de firma Dräger.

## Aparat cu superoxid de potasiu
Au fost create câteva modele de aparate recirculatoare pentru scufundare a căror canistră este umplută cu superoxid de potasiu. 

Unul din primele astfel de recirculatoare este IDA 71U conceput în U.R.S.S. pentru scafandrii militari până la adâncimea maximă de 40 m, iar durata de scufundare se putea extinde la 4...6 ore.
Superoxidul de potasiu este o substanță cunoscută pentru proprietatea de a elibera oxigen pe măsură ce absoarbe dioxidul de carbon fiind folosită în diverse modele de recirculatoare miniere cât și în stațiile spațiale sau costumele de astronaut. În reacție este eliberat și carbonat de potasiu:
{\displaystyle \mathrm {4KO_{2}+\ 2CO_{2}\longrightarrow } 2K2CO_{3}+3O_{2}}
Aceste recirculatoare au dimensiuni și greutate mai mici și oferă posibilitatea unor scufundări cu durată mai mare.
Utilizarea superoxidului de potasiu într-un aparat de scufundare recirculator comportă unele riscuri datorită posibilității apariției unei reacții violente în cazul contactului substanței cu apa.
Aparatul IDA 71U poate fi folosit și în circuit semiînchis cu amestec respirator Nitrox, în acest caz absorbantul folosit este calcea sodată.

## Aparat criogenic
Recirculatorul criogenic este un aparat recirculator ce utilizează un amestec de oxigen și azot lichid la temperatura constantă de -1940 C  stocat în recipiente Dewar speciale ce au mai multe straturi protectoare termoizolatoare. 

Din aceste recipiente amestecul respirator lichid trece prin niște conducte unde datorită expansiunii se transformă în stare gazoasă și poate fi respirat de scafandru. 

Cu acest sistem durata scufundării este mult mărită datorită unui volum mai mare de gaz stocat în recipiente.
Recirculatorul criogenic nu are canistră cu absorbant. Dioxidul de carbon este captat și înghețat într-un recipient special datorită temperaturii scăzute produsă de extinderea gazului din stare lichidă în stare gazoasă, pe măsură ce este consumat și înlocuit din recipient.
Au fost realizate câteva modele de recirculatoare criogenice dintre care cele mai utilizate au fost S-1000 și AK-3.

### Recirculatorul criogenic S-1000
Un recirculator criogenic numit S-1000 a fost fabricat în anul 1960 de firma Sub-Marine Systems Corporation. 

Avea o autonomie de 6 ore și adâncime maximă de 200 metri. 

Presiunea parțială a oxigenului se putea seta între valorile 0,2...2 bar fără a se folosi senzori electronici prin controlul temperaturii oxigenului lichid care apoi controla echilibrul de presiune al oxigenului de deasupra acestuia. 

Gazul diluant putea fi azot lichid sau heliu lichid în funcție de adâncimea scufundării. 

Cantitatea de dioxid de carbon înghețată într-o oră de funcționare putea ajunge la 230 g. ceeace corespunde unei consum de 2 litri de O2/minut.

### Recirculatorul criogenic AK-3
Aparatul AK-3  (Aqualung Krio) este un aparat recirculator criogenic în circuit semiînchis dezvoltat în anul 1974 la Institutul de Fizică din Harkov, Ucraina, U.R.S.S. în colaborare cu Institutul pentru temperaturi joase.

Recirculatoarele criogenice AK-3 au fost larg utilizate în Uniunea Sovietică în perioada 1980-1990 în cercetări oceanografice, operațiuni militare și diverse lucrări subacvatice până la adâncimea de 45 m.
Aparatul utilizează în cele două recipiente Dewar aer comprimat sau azot și oxigen stocate în stare lichidă la temperatura de -1900 C. Amestecul se face prin cântărirea separată a oxigenului și azotului și în continuare amestecarea acestora.

Aparatul complet încărcat cu gaze în stare lichidă, are flotabilitate negativă de 2 kg, ajungând la flotabilitate pozitivă pe timpul scufundării.

Testele efectuate cu aparatul AK-3 în cameră hiperbară, la adâncimea simulată de 60 m, precum și în apă dulce și apă de mare, la adâncimea de 45 m la temperatura mediului ambiant 0...240 C, au arătat un avantaj semnificativ față de alte tipuri de aparate recirculatoare și o mai mare eficiență în activitate.

## Recirculatoare de concepție românească
Aparatele recirculatoare autonome de respirat sub apă românești au fost concepute în urma colaborării dintre Centrul de Scafandri Constanța și Catedra de Hidraulică și Protecția Mediului Arhivat în 30 mai 2013, la Wayback Machine. din Universitatea Tehnică de Construcții București.

### Aparatul cu circuit închis, cu oxigen, ASOSA
Aparatul de respirat sub apă ASOSA a fost conceput cu scopul perfecționării aparatelor existente în anii ’80 în dotarea grupului de  scafandri de luptă români din Marina Militară (actualmente Forțele Navale Române). În sistemul de alimentare al sacului respirator din aparatul de respirat, a fost introdus un dispozitiv automat de spălare. În felul acesta se realizează un circuit de spălare inițială a sacului respirator, în mod automat, fără intervenția scafandrului.
Aparatul ASOSA este alcătuit din următoarele elemente principale:
- butelie pentru stocarea oxigenului
- robinet de înaltă presiune
- regulator de presiune treapta I
- regulator de presiune treapta a II-a
- sac respirator
- furtun pentru inspirație
- furtun pentru expirație
- piesă bucală  prevăzută cu două supape unisens
- cartuș epurator
- supapă de evacuare
- mecanismul de spălare
- manometru etanș

Aparatul ASOSA cu circuit închis cu oxigen, prezintă avantajul unei securități crescute a scafandrului în timpul scufundării, precum și punerea rapidă în condiții de lucru a aparatului în vederea efectuării scufundării.

### Aparatul cu circuit semiînchis ASS
Aparatul ASS este o variantă a aparatului de respirat sub apă cu circuit semiînchis ASMA-1, ce utilizează un amestec prefabricat. Poate fi utilizat pentru scufundări autonome de sistem cu ieșirea scafandrilor din turelă, minisubmarin sau laborator submers, fără cablu ombilical, cu o utilizare maximă a amestecului gazos stocat în butelii.

### Aparatul cu circuit mixt ASCM
Aparatul ASCM este conceput ca un aparat de respirat sub apă cu circuit mixt (circuit închis cu oxigen și circuit semiînchis cu amestec Nitrox supraoxigenat) cu trei variante constructive:
- ASCM-1,cu oxigen și amestec Nitrox supraoxigenat injectate în sacul respirator
- ASCM-2,cu oxigen livrabil la cerere și cu amestec Nitrox supraoxigenat injectat în sacul respirator
- ASCM-3,cu oxigen și amestec Nitrox supraoxigenat livrabile la cerere în sacul respirator.

Realizarea aparatului de respirat sub apă cu circuit mixt ASCM s-a impus în anii ’80 ca urmare a necesității efectuării unor scufundări autonome, având durate de scufundare mai mari, la adâncimi până la 40 m, cu randamente ale scufundării ridicate prin reducerea timpului de revenire a scafandrului la presiunea atmosferică.
Aparatul ASCM este conceput să furnizeze scafandrului, oxigen pur între suprafață și 6,5...7 m adâncime, după care amestec Nitrox supraoxigenat până la adâncimea maximă de intervenție.

## Marcare CE
Pentru a fi comercializate în Uniunea Europeană recirculatoarele trebuie să fie certificate CE (EN 14143).
Marcarea CE pentru aparatele recirculatoare și instrumentele de monitorizare a PPO2 se referă la recirculatoarele în circuit închis cu senzori electrochimici.
| Fabricant               | Recirculator                        |
| ----------------------- | ----------------------------------- |
| Mares                   | Azimuth AF                          |
| AP Valves               | Inspiration Classic, Evolution      |
| Poseidon                | Discovery MkVI                      |
| VR Technology           | Sentinel, Ourobouros                |
| rEvo Rebreathers        | rEvo III                            |
| Submatix                | Submatix                            |
| InnerSpace Systems Corp | Megalodon                           |
| JJ-CCR ApS              | JJ-CCR                              |
| Draëger                 | Dolphin, Ray                        |
| OMG                     | Azimuth pro, UBS 40, Castoro 96 Pro |

Standardele SR EN 14143:2004 și SR EN 61508 se referă la toate aparatele recirculatoare în circuit închis cu senzori electrochimici care sunt importate, produse, comercializate sau folosite pe teritoriul UE.
De asemenea, pentru ca o firmă să poată produce aparate recirculatoare trebuie să fie certificată ISO 9001.

## Accidente de scufundare cu recirculatoare
Principalele cauze cunoscute ale accidentelor de scufundare utilizând recirculatoare sunt :
- Utilizare peste limită a absorbantului de CO2 din canistră
- Pregătire incorectă a aparatului înainte de scufundare, urmată de monitorizare inadecvată a funcționării în timpul scufundării.
- Selecție necorespunzătoare a echipamentului de scufundare aferent unui recirculator.
- Omiterea pornirii calculatorului de scufundare pentru monitorizarea parametrilor scufundării.
- Folosirea unor amestecuri respiratorii cu procentaje scăzute de oxigen și respirarea acestora în apropiere de suprafață fie în circuit deschis, fie semiînchis sau închis și omiterea de injectare manuală de oxigen.
- Ignorarea semnalelor de avertizare ale aparatului.
- Descărcare accidentală a buteliei de securitate, nemonitorizarea presiunii din aceasta (prezența unei singure butelii de securitate).

## Organizații și asociații care oferă cursuri de brevetare
- ANDI (Inspiration-nivel 2 și avansat, Dräger Dolphin, Dräger Ray, Azimuth)
- IANTD (Azimuth-Nitrox, Inspiration Classic, Dräger Ray, Dräger Dolphin, Inspiration Evolution, Inspiration Vision, KISS Clasic/Sport, Megalodon, Submatix)
- IART (Inspiration-nivel 1, nivel 2 și nivel 3, Azimuth nivel 1, Dräger Dolphin nivel 1, Dräger Ray nivel 1)
- TDI Arhivat în 11 mai 2010, la Wayback Machine. (Azimuth-Nitrox, Inspiration Classic, Dräger Ray, Dräger Dolphin)
- PSAI ( Inspiration, Dräger Dolphin, Inspiration Evolution, Inspiration Vision)
- PADI (Dräger Dolphin)
- BSAC
- TSA
- CMAS Arhivat în 17 august 2011, la Wayback Machine.
- NAUI TEC
- TEK Arhivat în 4 ianuarie 2011, la Wayback Machine.

## Firme producătoare
| - Azimuth - Dräger AG - Submatix - Satoridiving Arhivat în 12 octombrie 2008, la Wayback Machine. - Juergensen Marine Inc Arhivat în 11 octombrie 2008, la Wayback Machine. - Subsea systems Arhivat în 9 octombrie 2008, la Wayback Machine. - Stingray - Abyss - Inspiration - CCR 2000 Arhivat în 2 octombrie 2008, la Wayback Machine. |  | - Biomarine - Cis Lunar - Halcyon - Megalodon Arhivat în 24 noiembrie 2010, la Wayback Machine. - Prism Topaz - Intruder Arhivat în 15 septembrie 2008, la Wayback Machine. - Kiss - Nautilus Rebreathers Arhivat în 29 septembrie 2008, la Wayback Machine. - TR300 |